# WNT5B
WNT5B‏ (Wnt family member 5B) هوَ بروتين يُشَفر بواسطة جين WNT5B في الإنسان.